# Traneslægten
Traneslægten (Grus) er den største slægt i Tranefamilien.

## Arter
- Trane, Grus grus
- Prærietrane, Grus canadensis
- Trompetértrane, Grus americana
- Sarustrane, Grus antigone
- Brolgatrane, Grus rubicunda
- Snetrane, Grus leucogeranus
- Hvidhalset trane, Grus vipio
- Hættetrane, Grus monacha
- Sorthalset trane, Grus nigricollis
- Japansk trane, Grus japonensis
- Jomfrutrane, Grus virgo
- Paradistrane, Grus paradisea
- Vortetrane, Grus carunculata